# Konrad Mellerowicz
Konrad Mellerowicz (* 24. Dezember 1891 in Jersitz, Kreis Posen-West; † 25. Januar 1984 in Berlin-Zehlendorf) war ein deutscher Betriebswirt.

## Leben
Mellerowicz begann seine berufliche Laufbahn in Beuthen in Oberschlesien im väterlichen Werk als Industriekaufmann. Nach anfänglichem Studium (1914) der Philosophie und der Neuphilologie in Breslau entschied er sich – im Anschluss an die Militärzeit im Ersten Weltkrieg – für das Studium der Betriebswirtschaftslehre an der Handelshochschule Berlin, das er 1921 als Diplom-Handelslehrer abschloss. Daneben studierte er Wirtschaftswissenschaften an der Universität Berlin, anschließend an der Universität Hamburg, wurde dort 1923 zum Dr. rer. pol. promoviert und entschloss sich, Hochschullehrer zu werden.
Die zwanziger Jahre waren die erste große Blütezeit der noch jungen aufstrebenden Betriebswirtschaftslehre (BWL). Besonders drei Schulen erwarben sich damals für die Konstituierung des Faches große Verdienste: die Kölner Schule um Eugen Schmalenbach, die Frankfurter um Fritz Schmidt und die Berliner um Heinrich Karl Nicklisch und Friedrich Leitner. Mellerowicz war Schüler und mehrere Jahre wissenschaftlicher Mitarbeiter Leitners. Er habilitierte sich 1926 an der Handelshochschule Berlin, übernahm im selben Jahr die Vertretung eines Banklehrstuhls, wurde 1929 außerordentlicher Professor, 1934 Ordinarius und 1938 Nachfolger Leitners auf dem Lehrstuhl für Allgemeine Betriebswirtschaftslehre und Industrielle Betriebswirtschaftslehre an der Handelshochschule bzw. ab 1936 Wirtschaftshochschule Berlin, WHS, die 1946 in die Humboldt-Universität eingegliedert wurde. 
In der Zeit des Nationalsozialismus war Mellerowicz der SA beigetreten. 
Im November 1933 unterzeichnete er das Bekenntnis der Professoren an den deutschen Universitäten und Hochschulen zu Adolf Hitler. 1936 veröffentlichte Mellerowicz die Studie „Kriegswirtschaftliche Aufgaben der betriebswirtschaftlichen Forschung“, einen ersten Beitrag eines deutschen Betriebswirts zur Militärökonomik. Am 8. Juni 1937 beantragte er die Aufnahme in die NSDAP und wurde rückwirkend zum 1. Mai desselben Jahres aufgenommen (Mitgliedsnummer 5.372.301).
Bis Anfang 1950 konnte sich Mellerowicz auf dem Ost-Berliner Lehrstuhl halten, hatte aber große Schwierigkeiten, weil er nun für die politische Unabhängigkeit von Forschung und Lehre und die Freiheit des Wortes im Hörsaal eintrat. Nachdem er Ost-Berlin hatte verlassen müssen, bot ihm die TU Berlin einen Lehrstuhl für Allgemeine Betriebswirtschaftslehre und Betriebswirtschaftslehre der Industrie an, den er bis zu seiner Emeritierung 1963 innehatte. Hier erwarb sich Mellerowicz große Verdienste um die Entwicklung des Wirtschaftsstudium. Viele seiner Hörer waren ihm nach West-Berlin gefolgt, wo er die Einführung der Studienrichtung „Diplom-Kaufmann“, ferner die Gründung und Gestaltung der Fakultät für Wirtschaftswissenschaften (heute Fakultät für Wirtschaft und Management) durchsetzen konnte.
Schon 1962 setzte sich Mellerowicz für die Einführung des Faches „Datenverarbeitung“ als Pflichtlehrveranstaltung ein und hat damit wesentlich zur Entstehung der Wirtschaftsinformatik als Lehrfach und als wissenschaftliches Studium in Deutschland beigetragen. Mellerowicz größtes Verdienst lag wohl in seinem erfolgreichen Eintreten für eine reale, auf betriebliche Problemstellungen bezogene Auffassung der Betriebswirtschaftslehre, die er als anwendungsbezogene Führungslehre weiterentwickelte und dabei den Kontakt mit bedeutenden Unternehmern pflegte.

## Privat
Mellerowicz war seit dem 2. Juli 1918 mit Agnes Maria geb. Samm (1889–1982) verheiratet. Die Eheschließung fand in Weinberg im Kreis Liegnitz statt. Konrad Mellerowicz starb am 25. Januar 1984 um 14:10 Uhr in seiner Wohnung in der Terrassenstraße 11 in Berlin-Zehlendorf im Alter von 92 Jahren.

## Ehrungen
1961 wurde Mellerowicz das Große Verdienstkreuz des Verdienstordens der Bundesrepublik Deutschland, 1965 die akademische Würde des Ehrensenators der TU Berlin, 1966 der finnische Orden der Weißen Rose, 1976 der „Goldene Ehrenring für Betriebswirtschaft“ der Deutschen Gesellschaft für Betriebswirtschaft und 1983 auf Anregung von Ernest Kulhavy und Lutz J. Heinrich vor allem wegen seiner Verdienste um die Entstehung der Wirtschaftsinformatik die akademische Würde eines Ehrendoktors der Johannes Kepler Universität Linz verliehen.

## Konrad Mellerowicz-Preis
Stifter des Konrad-Mellerowicz-Preises ist sein verstorbener Sohn, Harald Mellerowicz, ein anerkannter Wissenschaftler auf dem Gebiet der Sportmedizin. Der Preis in Höhe von 5.000 Euro dient dem Gedächtnis von Konrad Mellerowicz und wird seit 1991 alle zwei Jahre für hervorragende Arbeiten auf dem Gebiet der Unternehmensführung verliehen. Erster Preisträger war Rolf Brühl.
Spätere Preisträger waren: Heiner Müller-Merbach, Guido Krupinski, Stefan Wolf, Andreas Bausch, Christian Kluge, Kerstin Willms, Ulrich Pape, Hartmut Zadek, Martin Grunow und Alexander Eisenkopf.

## Werke (Auswahl)
Mellerowicz leistete Beiträge von außerordentlicher Bedeutung zu verschiedenen Bereichen der Betriebswirtschaftslehre und veröffentlichte dazu eine Vielzahl grundlegender, immer wieder aufgelegter Werke (in Klammern das Jahr der Erstauflagen):
- Allgemeine Betriebswirtschaftslehre (1929)
- Kosten und Kostenrechnung (1933)
- mit Hermann Funke (1. und 2. Auflage) und Hans-Günther Abromeit (2. Auflage): Grundfragen und Technik der Betriebsabrechnung. (1949, 2. Auflage: 1954)
- Betriebswirtschaftslehre der Industrie (1957)
- Planung und Plankostenrechnung (1961)
- Neuzeitliche Kalkulationsverfahren (1966)
- Unternehmenspolitik (1963/64)
- Sozialorientierte Unternehmensführung (1975).